# Cochstedt
Die Stadt Cochstedt ist ein Ortsteil der Stadt Hecklingen im Salzlandkreis in Sachsen-Anhalt. Cochstedt hat 1068 Einwohner und eine Fläche von 29,12 km².

## Lage
Cochstedt liegt am Rande des östlichen Harzvorlands und der Magdeburger Börde, etwa 30 km Luftlinie südwestlich von Magdeburg. Westlich erhebt sich der teilweise bewaldete und unter Naturschutz stehende Höhenzug Hakel.

## Geschichte

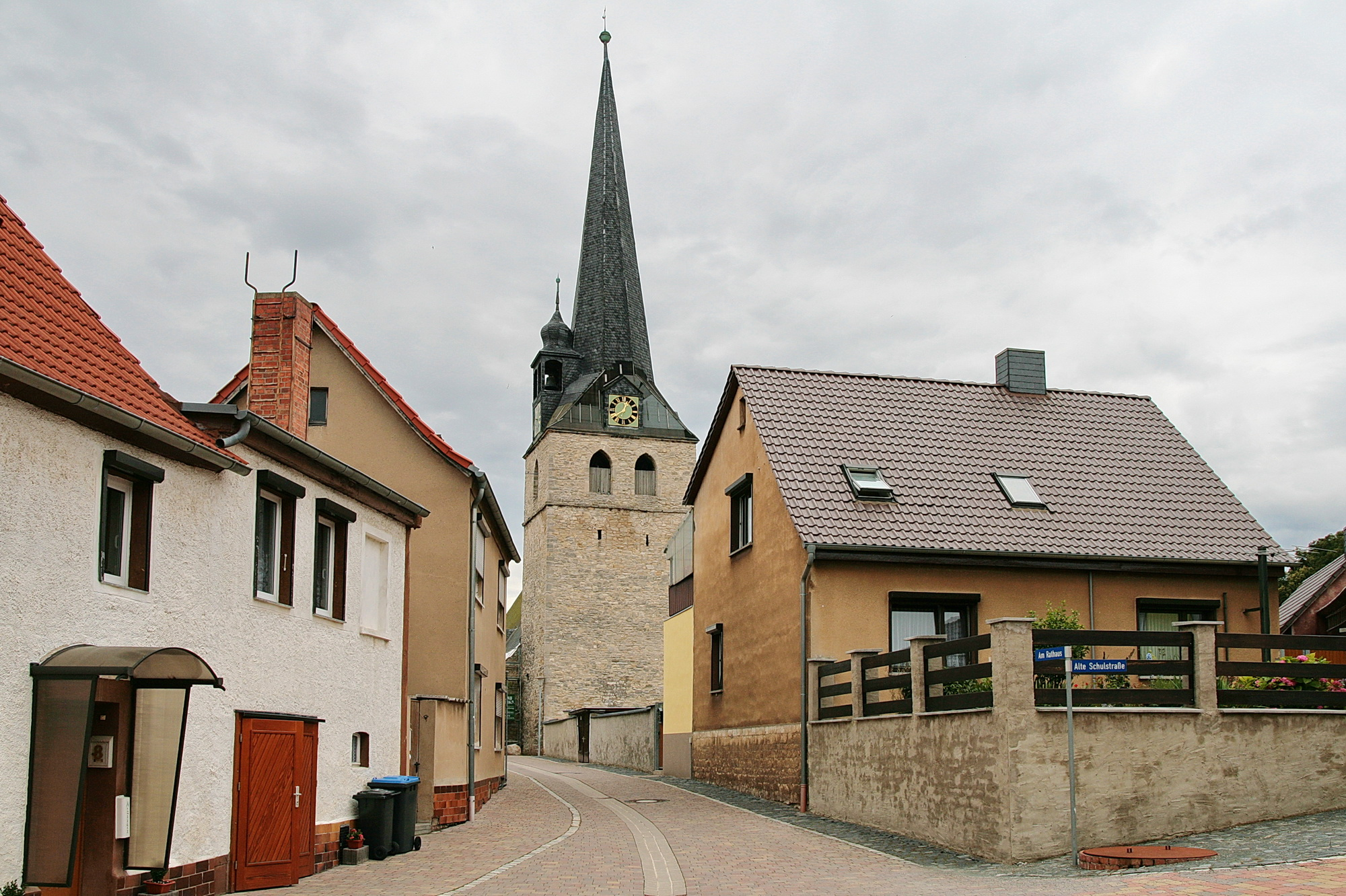
Sankt-Stephani-Kirche

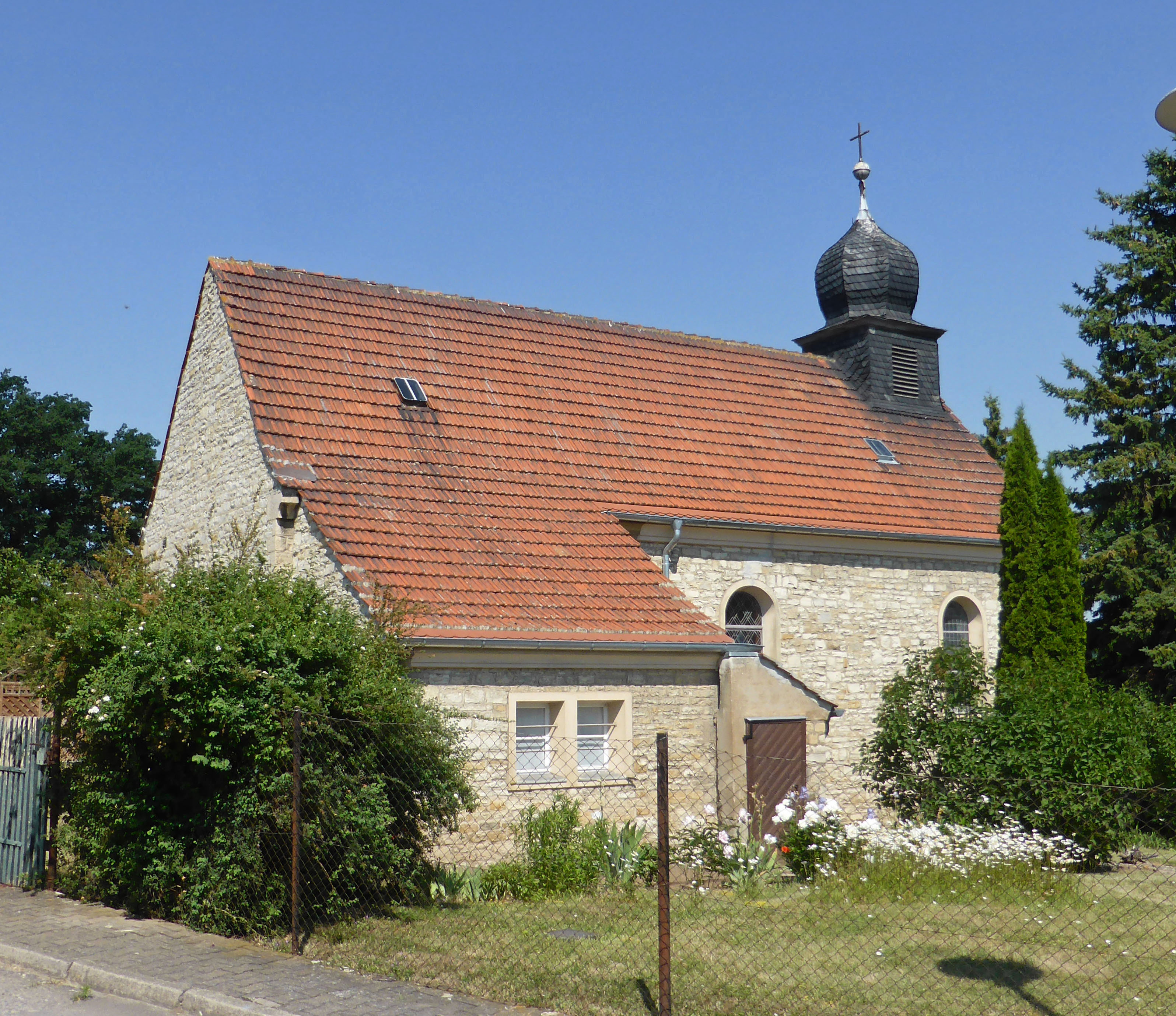
Ehemalige Christkönig-Kirche

Der Ort wurde im Jahre 941 erstmals urkundlich als Cokstedi erwähnt. 1535 wurden dem Ort von Albrecht V., Bischof von Halberstadt, die Stadtrechte verliehen. 1693 brach eine große Feuersbrunst in Cochstedt aus, bei welcher fast die ganze Stadt zerstört wurde. Seit 1701 gehörte Cochstedt zu Preußen. Am 1. März 2004 wurde die bis dahin selbständige Stadt in die Stadt Hecklingen eingemeindet. 

Eine der wichtigsten Sehenswürdigkeiten ist die evangelische St.-Stephani-Kirche, die ab 1204 erbaut und 1225 geweiht wurde. In einer Umbauphase im Jahre 1879 erhielt die Kirche ihr heutiges Aussehen. 1881 erfolgte der Einbau einer von Holzbildhauer Gustav Kuntzsch aus Wernigerode geschaffenen Kanzel.
Die kleine katholische Christkönig-Kirche stammt aus dem Jahre 1938, sie wurde 2014 profaniert und befindet sich in Privatbesitz.
Die Zuckerfabrik Cochstedt entstand 1848 am westlichen Ortsrand. Etwa um 1900 baute sie die Cochstedter Feldbahn mit einer Spurweite von 600 mm, diese begann auf dem Fabrikhof und verlief dann östlich mitten durch den Ort. 1934 wurde die Zuckerfabrik stillgelegt. Die Feldbahn wurde wahrscheinlich kurz danach abgebaut, heute finden sich im Ort keine Spuren mehr von ihr.
Am 30. September 1928 wurde der Gutsbezirk Forst Hackelforst mit der Stadt Cochstedt vereinigt. Am 1. November 1928 wurde der Gutsbezirk Cochstedt mit der Stadt Cochstedt vereinigt.

## Wappen
Das Wappen wurde am 17. Juli 1996 durch das Regierungspräsidium Magdeburg genehmigt.
Blasonierung: „Von Silber und Rot gespalten pfahlweise drei springende Füchse in verwechselten Farben.“
Das Redesign des Wappens von Cochstedt, das bis 1995 ohne Legitimierung in Gewohnheitsrecht geführt wurde, realisierte der Heraldiker Jörg Mantzsch im Stil zeitgemäßer Wappenkunst auf der Grundlage einer Zeichnung von Otto Hupp für das Genehmigungsverfahren.
Cochstedt (früher Kochstedt) erhielt sein Wappen nach Hupp wahrscheinlich im 16. Jahrhundert durch Albrecht von Brandenburg, der schon 1513 im Alter von 23 Jahren Erzbischof von Magdeburg und Administrator des Bistums Halberstadt wurde. Ein Siegel mit diesem Wappenbild ist seit 1535 nachweisbar. Der von Silber und Rot gespaltene Schild nimmt Bezug auf das Wappen der Bischöfe von Halberstadt, in deren territoriale Zugehörigkeit und Befugnis Cochstedt früher stand.

## Infrastruktur und Wirtschaft
Östlich des Ortes verläuft die Bundesstraße 180; durch Cochstedt selbst führt die Landstraße 75.
Im Jahre 1897 erfolgte mit der Eröffnung der Bahnstrecke Aschersleben–Nienhagen der Anschluss an das Eisenbahnnetz. Die Bahnstrecke wurde 1963 im Personenverkehr wieder stillgelegt.
In der Gemarkung südlich des Ortes befindet sich der Flughafen Magdeburg-Cochstedt, der seit 2021 vom Deutschen Zentrum für Luft- und Raumfahrt (DLR) als Nationales Erprobungszentrum für Unbemannte Luftfahrtsysteme betrieben wird.

## Klima

Niederschlagsdiagramm

Der Jahresniederschlag liegt bei 495 mm und ist damit extrem niedrig, da er in das untere Zwanzigstel der in Deutschland erfassten Werte fällt. An 3 % der Messstationen des Deutschen Wetterdienstes werden niedrigere Werte registriert. Der trockenste Monat ist der Februar, die meisten Niederschläge fallen im Juni. Im Juni fallen 1,8 mal mehr Niederschläge als im Februar. Die Niederschläge variieren kaum und sind gleichmäßig übers Jahr verteilt. An nur 17 % der Messstationen werden niedrigere jahreszeitliche Schwankungen registriert.

## Persönlichkeiten

### Söhne und Töchter der Gemeinde
- Tobias Paurmeister von Kochstedt (* Anfang 1553; † 1616), braunschweigisch-lüneburgischer Kanzler und Reichspublizist
- Otto Nasemann (1821–1895), Philologe und Gymnasialdirektor
- Peter Kolmsee (1926–2017), Militärhistoriker

### Persönlichkeiten, die in der Gemeinde gewirkt haben
- Georg Schleusner, Superintendent und Begründer des Seniorenstift Georg Schleusner